# 광산 탁씨
광산 탁씨(光山卓氏)는 광주광역시를 관향으로 하는 한국의 성씨이다.

## 역사
광산 탁씨(光山 卓氏)의 시조 탁지엽(卓之葉)은 고려 선종 때 학행으로 천거되어 한림학사가 되고 뒤에 태사(太師)에 이르러 광산군에 봉해졌으며, 문성(文成)이란 시호를 제수받았다. 탁지엽의 자는 옥립(玉立), 호는 학포(學圃)이다. 이후 광산 탁씨는 명문 세족으로 대를 이어 번영하였다.
탁지엽의 장남 탁도민(卓道敏)은 선종 때 문과에 급제하고 보문각 대제학을 지낸 후 좌정승에 이르렀다. 차남 탁도집(卓道集)은 이부상서를 역임하여 크게 가문을 중흥시켰다.
탁도민의 아들 탁원광(卓元光)은 인종 때 문과에 급제하여 벼슬이 참지정사에 이르렀고, 선종의 부마가 되어 광성군(光城君)에 봉해졌다. 4세손 탁사정(卓思政)은 우간의대부(右諫議大夫)에 올랐다.
탁원광의 손자 탁종성(卓宗成)은 신종 때 보문각 대제학을 역임하고 해양군(海陽君)에 추봉되었다. 탁종성의 증손인 탁광무(卓光茂)는 공민왕 때 좌간의대부를 거쳐 예의판서에 올랐다.
탁광무의 아들 탁신(卓愼)이 조선 태종 때 예조참판과 이조참판 등을 지내고 예문관제학을 거쳐 의정부참찬에 올랐다.

## 인물
- 탁사정(卓思政) : 1009년(고려 목종 12년) 중랑장을 거쳐 급사중(給事中)이 되었고, 1010년(현종 1) 동북계도순검사(東北界都巡檢使)로서 거란의 침입을 격파하였으며, 1011년(현종 2) 우간의대부(右諫議大夫)에 올랐다.
- 탁광무(卓光茂, 1330년 ~ 1410년) : 자는 겸부(謙夫), 호는 경렴정(景濂亭). 평장사 탁영(卓英)의 손자이자 제학(提學) 탁문신(卓文信)의 아들이다. 1331년(충혜왕 1) 국자감시(國子監試)에 급제하였고, 1365년(공민왕 14) 내서사인(內書舍人)을 거쳐 이듬해 좌사의대부(左司議大夫)에 임명되었다. 이어 우사의대부로 있을 때 신돈의 심복인 홍영통(洪永通)이 별군을 시켜 좌사의대부 신덕린(申德隣)과 헌납 박진록(朴晉祿) 등의 간관을 구타하는 사건이 일어났다. 그는 홍영통(洪永通)을 폐하여 서인(庶人)으로 삼고 가산을 적몰하도록 탄핵하였으나, 오히려 신돈의 모함을 받아 파직되었다. 그 뒤 사면되어 중정우사간대부 진현관제학 지제교(中正右司諫大夫進賢館提學知製敎)와 예의판서(禮儀判書) 등을 역임하였다. 이제현(李齊賢)·정몽주(鄭夢周)·이숭인(李崇仁) 등과 교유하였다. 저서로 《경렴정집》이 있다.[2]
- 탁신(卓愼, 1367년 ∼ 1426년) : 탁광무의 아들. 1389년(고려 공양왕 1) 생원으로 식년문과에 급제하고 조선 태종조에 사헌부집의를 거쳐 1418년(세종 즉위년) 예조참판, 1419년 예문관제학을 지내고, 1423년 의정부참찬에 올랐다. 시호는 문정(文貞)이다.[1]
- 탁종술(卓宗述, 1790년 ~ ?) : 1831년(순조 31년) 식년 문과에 을과(乙科)로 급제하여 1870년(고종 7) 종2품 가선대부(嘉善大夫)로 한성부 우윤(漢城府右尹)을 역임하고,[3] 1872년 병조참판(兵曹參判)에 올랐다.
- 탁관철(卓寬哲, 1949년 ~ ) : 연세대학교 의학과 교수
- 탁민제(卓民濟, 1954년 ~ ) : 한국과학기술원 항공우주공학 교수

## 과거 급제자
광산 탁씨(광주 탁씨)는 문과 급제자 9명을 배출하였다.
고려 문과
탁광무(卓光茂) 탁신(卓愼)
고려 사마
탁광무(卓光茂)
문과
탁감(卓瑊) 탁경수(卓景秀) 탁석행(卓碩行) 탁운한(卓雲翰) 탁장호(卓章昊)
탁종술(卓宗述) 탁함(卓諴)
무과
탁천악(卓千岳) 탁환득(卓桓得)
생원시
탁중(卓中)
진사시
탁경안(卓景顔) 탁계주(卓桂胄) 탁용우(卓龍) 탁화제(卓華齊) 탁정립(卓廷立) 탁두원(卓斗元)
음관
탁경수(卓景秀) 탁석행(卓碩行) 탁운한(卓雲翰) 탁장호(卓章昊) 탁종술(卓宗述)

## 항렬자
| 27세          | 28세          | 29세          | 30세          | 31세          | 32세          | 33세          | 34세          | 35세          | 36세          | 37세          | 38세          | 39세          | 40세          | 41세          |
| ------------- | ------------- | ------------- | ------------- | ------------- | ------------- | ------------- | ------------- | ------------- | ------------- | ------------- | ------------- | ------------- | ------------- | ------------- |
| 동(東) 병(秉) | 형(炯) 훈(勳) | 규(圭) 재(載) | 현(鉉) 균(鈞) | 태(泰) 제(濟) | 모(模) 학(學) | 희(熙) 병(炳) | 철(喆) 원(遠) | 종(鍾) 용(熔) | 순(淳) 호(浩) | 주(株) 상(相) | 환(煥) 섭(燮) | 시(時) 중(重) | 진(鎭) 용(鏞) | 영(永) 문(汶) |

## 본관
광산(光山)은 광주광역시의 옛 이름이다. 본래 백제의 무진주(武珍州)이다. 신라가 점령한 후 도독(都督)을 두었으며 757년(경덕왕 16) 무주(武州)로 고쳤다. 견훤(甄萱)이 후백제를 세워 도읍을 정하였으나, 940년(고려 태조 23) 태조가 후백제를 정벌하고 군현을 정비하면서 무진주를 광주(光州)로 개편하고 도독부를 두었다. 995년(성종 14) 해양도(海陽道) 소속이 되었다가 1259년(고종 46) 기주(冀州)라 고쳤다. 1309년(충선왕 원년) 화평부(化平府)로 강등되었다가 1362년(공민왕 11년) 무진부(茂珍府)로 고쳤고, 1374년(공민왕 23년) 광주목(光州牧)으로 승격되었다. 1430년(세종 12) 무진군으로 강등되었다가 성종 때에는 광산현으로 강등되었고, 연산군 때 주(州)로 환원되었다.
세종실록지리지에 전라도 무진군(茂珍郡)의 토성(土姓)으로 탁(卓)·이(李)·김(金)·채(蔡)·노(盧)·장(張)·정(鄭)·박(朴)·진(陳)·허(許)·반(潘)·성(成)·승(承) 13성이 기록되어 있다.
1895년(고종 32) 광주군(光州郡)이 되었다가 1935년 광주읍(光州邑)이 부(府)로 승격됨에 따라 광산군(光山郡)이 되었다. 1988년 광주직할시로 승격되고, 1995년 광주광역시 광산구로 개편되었다.

## 문화재
- 안동 세덕사(安東 世德祠) : 1982년 12월 1일 경상북도민속자료 제37호로 지정되었다. 1699년(숙종 25년)에 건립되었다. 임진왜란 때 훈련대장을 지낸 행정(杏亭) 탁순창(卓順昌)이 낙향하여 조상들의 위패를 모시고 제사를 지낸 사당으로, 그의 6대조 경렴정(景濂亭) 탁광무(卓光茂)와 5대조 죽정공(竹亭公) 탁신(卓愼) 부자의 위패를 봉안하였다. 정문인 입도문(入道門)을 들어서면 강당인 오계서당이 있고 뒤쪽에 사당인 세덕사 등 건물 3동이 있다. 정문격인 협문을 들어서면 세덕사가 있고 뒤쪽으로 추원당이 있다. 세덕사는 납도리 홑처마의 팔작지붕으로 정면 5칸, 측면 2칸의 一자형 집이며, 추원당은 一자형 맞배지붕의 민도리집의 겹처마로 정면 3칸, 측면 2칸이다. 1986년 보수하여 부식된 목재와 풍화된 기와를 교체하였으며, 퇴락한 협문을 해체하고 양식상의 변화없이 한식기와로 보수하였다. 현재 광산탁씨(光山卓氏)의 후손 탁성균(卓成均)이 소유·관리하고 있다.[6]

## 인구
- 1985년 광산 탁씨 (3,676가구 15,201명) + 광주 탁씨 (232가구 1,057명) = 16,258명
- 2000년 광산 탁씨 (4,891가구 15,691명) + 광주 탁씨 (490가구 1,631명) = 17,322명
- 2015년 광산 탁씨 15,901명 + 광주 탁씨 3,650명 = 19,551명